# Аннексия Рюкю
Аннексия Рюкю (яп. 琉球処分 Рю:кю: сёбун) — присоединение государства Рюкю к Японии в 1879 году путём преобразования его в префектуру Окинава. В широком смысле — процесс поглощения государства японским правительством в 1872—1879 годах.

## Предпосылки
На протяжении XVII—XIX веков государство Рюкю имело особый международный статус:
- Во-первых, оно находилась под прямым контролем японского автономного княжества Сацума и было инкорпорировано в систему японского конфедеративного государства во главе с сёгунатом Токугава.
- Во-вторых, в отличие от других членов конфедерации, Рюкю имело самостоятельные дипломатические и торговые отношения с Китаем — китайские императоры даровали монархам Рюкю титул ванов и ярлык на правление, а те в ответ присылали дань и получали право торговать с китайцами; таким образом, в течение веков существовал номинальный вассалитет Рюкю по отношению к Китаю.
- В-третьих, государство сохраняло собственную систему управления страной и оригинальную культуру, отличную от японской и китайской. В историографии нового времени Рюкю считали государством, которое было данником и вассалом Японии и Китая одновременно. Однако в историографии новейшего периода это государство рассматривается как «иностранное государство в составе японской конфедерации». Зависимость Рюкю от Японии была реальной и выражалась в ежегодной уплате налогов японским правителям, в то время как зависимость от Китая имела формальный церемониальный характер, выгодный для ведения торговли в системе китаецентрических международных отношений.

После реставрации Мэйдзи 1868 года Япония стала на путь развития национального унитарного государства и в результате столкнулась с проблемой статуса Рюкю. Японские политики стремились установить полный японский суверенитет над территорией, но конкретного плана действий определено не было. Поэтому когда в 1871 году правительство отменило в Японии автономные княжества и вместо них создало префектуры, государство Рюкю было временно прикреплено к префектуре Кагосима как отдельная административная единица. Событием, подтолкнувшим японские власти к решению вопроса, стало убийство в ноябре того же года 54 рюкюских рыбаков на острове Тайвань местными аборигенами. В 1872 году японское правительство заставила Рюкю отправить официальное посольство к императору Мэйдзи и от имени последнего провозгласило переименование государства Рюкю в княжество Рюкю — Рюкю-хан. Тамошний монарх Сё Тай стал правителем княжества и был приравнен к японскому дворянству — кадзоку. Новосозданное княжество Рюкю подчинили Министерству иностранных дел. В 1874 году после решения административных вопросов японцы выслали военную экспедицию на Тайвань с целью отомстить за убитых рюкюсцев. Во время переговоров с китайской стороной в Пекине японская делегация добилась контрибуций, а также признания за потерпевшими рыбаками статуса представителей «народа, зависимого от японского государства». В результате Пекинский протокол стал первым международным документом, который чётко засвидетельствовал принадлежность Рюкю Японии и определял рюкюсцев как граждан Японии.

## Ход событий
В мае 1875 года японское правительство назначило Мацуду Митиюки ответственным за окончательное урегулирование рюкюского вопроса. В июле того же года он передал властям Рюкю требования японской стороны. Согласно этим требованиям: 
1. рюкюсцам запрещалось отправлять посольства с данью в Цинский Китай и получать от китайских императоров ярлыки на правление;
2. вместо китайского императорского девиза правления рюкюсцам предписывалось использовать японский девиз правления «Мэйдзи»;
3. рюкюский правитель Сё Тай должен был прибыть лично в японскую столицу с данью и посольством благодарности.

Рюкюская сторона отвергла эти предложения, поэтому японский эмиссар вернулся в Токио. В январе 1879 года он вновь приехал на Рюкю, повторив старые требования, но ему опять ответили отказом. В марте того же года Мацуда прибыл в третий раз в рюкюскую столицу, но на этот раз в сопровождении 300 японских солдат и 160 полицейских. 11 марта он объявил о ликвидации княжества Рюкю и превращении его в японскую префектуру Окинава. 31 марта, осуществляя силовое давление на местные власти, он добился сдачи главной цитадели аборигенов — замка Сюри. Государство Рюкю было ликвидировано, а постановления японской административной реформы 1871 года об автономных княжествах — отменены.
В Рюкю были очень недовольны силовыми методами японского правительства. Местная знать пыталась организовать движение неповиновения, а некоторые чиновники начали тайно выезжать в Цинский Китай, жалуясь на действия японцев. Династия Цин стремилась сохранить протекторат над Рюкю, поэтому выразила японскому правительству резкий протест и неприятие аннексии. Цинские армейские генералы предлагали начать войну для возвращения вассального государства, однако глава китайского дипломатического ведомства Ли Хунчжан попытался решить проблему при посредничестве бывшего американского президента Улисса Гранта, который находился в то время в Китае. В июле 1879 года Грант прибыл в Японию и предложил японским властям решить рюкюский вопрос совместно с династией Цин. Официальный Токио дал согласие на переговоры, и в октябре 1880 года американец дал японцам свой план раздела Рюкю. Согласно этому плану Япония должна была признать суверенитет Цинского Китая над островами Мияко и Яэяма бывшего Рюкюского государства. В обмен за эту услугу предлагалось вписать в текст Тяньцзиньского договора о дружбе от 1871 года новое положение о режиме наибольшего благоприятствования для Японии в области торговли. Однако проект Гранта реализован не был из-за позиции китайской стороны, которая считала его невыгодным. Проблема территориальной принадлежности Рюкю оставалась главным камнем преткновения в японско-китайских отношениях. Она была окончательно решена в пользу Японии только после японско-китайской войны 1894—1895 годов.

## Последствия и оценки
В результате ликвидации Рюкюского государства была образована сорок седьмая префектура Японии — Окинава. Её жители стали гражданами Японии, составляющей японской политической нации. Благодаря аннексии Япония определила свои юго-западные границы и получила плацдарм для освоения водных ресурсов этого региона. Однако, в отличие от остальных японских префектур, в 1912 году в Окинаве сохранялась традиционная политическая и социально-экономическая система. Отсутствие реформ вызвало хозяйственное отставание региона от Центральной Японии и консервацию местного этнического сознания.
В историографии аннексию Рюкю оценивают по-разному. Учёные, которые толкуют событие положительно, считают его составляющей процесса поглощения японских этносов и формирования на их основе японской нации новейшей эпохи. Другая группа историков расценивает присоединение Рюкю негативно, видя в нём акт агрессии Японии против маленького островного государства. Также есть учёные, которые признают аннексию Рюкю важным этапом в формировании японской нации, но акцентируют внимание на силовых методах поглощения Рюкю.